# 卡尼科萨德拉谢拉
卡尼科萨德拉谢拉，是西班牙卡斯蒂利亚-莱昂布尔戈斯省的一个市镇。总面积30平方公里，总人口588人（2001年），人口密度20人/平方公里。